# Sespia
Genre
Sespia est un genre fossile d’herbivores terrestres de la famille des Merycoidodontidae, vivant en Amérique du Nord  à l'Oligocène, entre −30 millions d’années et −24 millions d’années.

## Systématique
Le genre Sespia a été initialement créé par Chester Stock (d) comme étant un sous-genre de Leptauchenia sans réelle certitude pour le taxon qu'il nomme Leptauchenia(?) Sespia californica. Ce taxon a été repris par Charles Bertrand Schultz (d) et Charles H. Falkenbach (d) en 1968 sous le nom Sespia californica.

## Description
Animal ongulé ressemblant à un tapir de petite taille, estimé à 5 à 10 kg.

## Occurrence
Au total, une cinquantaine de spécimens fossiles ont été découverts dans l'Ouest des États-Unis.

## Liste d'espèces
Selon BioLib (17 octobre 2020) :
- Sespia californica (Stock, 1930) †
- Sespia heterodon (Cope, 1878) †
- Sespia nitida (Leidy, 1869) †
- Sespia ultima Schultz & Falkenbach, 1968 †

## Étymologie
Le nom du genre Sespia fait référence au dépôt Sespe, dans le comté de Ventura en Californie où les restes ont été découverts.

## Publications originales
- (en) Chester Stock, « Oreodonts from the Sespe deposits of South Mountain, Ventura County, California », Publications of the Carnegie Institution of Washington, Washington, Inconnu, no 404,‎ août 1930, p. 27-41 (ISSN 0099-4936, OCLC 1553400, lire en ligne).
- (en) C. Bertrand Schultz et Charles H. Falkenbach, « The phylogeny of the oreodonts », Bulletin of the American Museum of Natural History, New York, Musée américain d'histoire naturelle, vol. 139,‎ 1968, p. 1-498 (ISSN 0003-0090 et 1937-3546, OCLC 1287364, lire en ligne).